# Rubia fruticosa
Espèce
Classification phylogénétique
Synonymes
- Rubia canariensis Poir.[1]
- Rubia galioides Poir.[1]
- Rubia gratiosa Menezes[1]
- Rubia melanocarpa (Bornm.) Svent.[1]
- Rubia scabra Salisb.[1]

Rubia fruticosa, la garance ligneuse, est une espèce de plante de la famille des Asteraceae et du genre Rubia.

## Description
Rubia fruticosa est une plante arbustive à base ligneuse, grimpante ou de vigne, avec des épines sur les tiges et le bord et le dessous des feuilles, verticillées et elliptiques à ovales. Les petites fleurs sont jaune pâle ou verdâtres, situées en grappes axillaires ou terminales. Les fruits sont des baies globuleuses mesurant environ 4 à 6 mm, de couleur blanchâtre ou noirâtre selon les variétés.

## Répartition
Rubia fruticosa est un plante endémique de la Macaronésie, dont se différencient trois sous-espèces : 
- ssp. fruticosa, présente dans toutes les îles Canaries, à Madère et dans les îles Selvagens.
- ssp. melanocarpa (Bornm.) Bramwell, à Grande Canarie et Tenerife.
- ssp. periclymenum (Schrenk) Sunding, à Grande Canarie, Tenerife et La Gomera.

## Plantes hôtes
La feuille a pour parasites Laparocerus franzi (ceb), Laparocerus roudieri, Laparocerus dissimilis (ceb), Laparocerus cephalotes (ceb), Laparocerus notatus (ceb), Laparocerus teselinde (ceb), Laparocerus amicorum (ceb), Laparocerus ruteri, Laparocerus fraudulentus (ceb), Laparocerus tirmensis (ceb), Laparocerus marmoratus (ceb), Laparocerus orone, Puccinia rubiivora (ceb), Aphis fabae fabae, Aphis fabae solanella, Pragmatodes fruticosella. La tige a pour parasite Eudolycoris alluaudi.